# Balzar
Balzar est une ville de la province du Guayas en Équateur, dans le canton du même nom.
En 2010, sa population était de 28 794 habitants.